# بيتر بيرشارد
بيتر بيرشارد (بالإنجليزية: Peter Burchard)‏ هو كاتب للأطفال وكاتب أمريكي، ولد في 1 مارس 1921 في واشنطن العاصمة في الولايات المتحدة، وتوفي في 3 يوليو 2004 في ويليامزتاون في الولايات المتحدة.